# Design for Living
Design for Living is een Amerikaanse romantische komedie uit 1933 onder regie van Ernst Lubitsch. De film is gebaseerd op het gelijknamig Broadwaytoneelstuk van Noël Coward en werd destijds in Nederland uitgebracht onder de titel Liefde en gros.

## Verhaal
Toneelschrijver Tom Chambers en artiest George Curtis ontmoeten commercieel artieste Gilda Farrell op de trein naar Parijs. Het duo is van Amerikaanse afkomst en deelt een appartement in de Franse hoofdstad. Gilda werkt in de reclame voor Max Plunkett. Max is smoorverliefd op Gilda, maar zij heeft geen interesse in hem en slaat al zijn avances af. Ook Tom en George worden verliefd op Gilda en delen beiden het bed met haar. Ze realiseren zich dat hun vriendschap op het spel kan komen te staan met Gilda in hun leven, en besluiten dat ze haar moeten vergeten. Zij blijft hen echter bezoeken en lokt hen al gauw weer het bed in. Ze kan geen keuze maken voor wie ze de sterkste gevoelens heeft, en besluit daarop bij hen in te trekken als muze, critica en bovenal vriendin. Het trio besluit om geen seks met elkaar te hebben.
Gilda regelt een ontmoeting tussen Tom en een producer. Toms toneelstuk valt in de smaak en hij wordt uitgenodigd om zaken te doen in Londen. Tijdens zijn afwezigheid beginnen George en Gilda een relatie met elkaar, tot groot ongenoegen van Tom. Op een avond in Londen loopt hij Max tegen het lijf, die Tom vertelt dat George inmiddels is uitgegroeid tot een succesvol artiest. Hij keert terug naar Parijs en komt tot de ontdekking dat George en Gilda het appartement hebben ingeruild voor een luxueus penthouse. George is in Nice om te schilderen, en Tom maakt gebruik van zijn afwezigheid om zijn affaire met Gilda een nieuw leven in te blazen.
Als George terugkeert naar Parijs en lucht krijgt van de affaire, stuurt hij beiden het huis uit. Gilda voelt zich schuldig voor de rivaliteit tussen de voormalige vrienden, en zoekt toevlucht in Manhattan, waar ze trouwt met Max. Ze mist het duo echter en is niet in staat om met Max naar bed te gaan. Tom en George keren naar Manhattan en crashen een feest van Max. Max treft Gilda aan in bed met Tom en George en stuurt hen weg. Gilda verlaat haar echtgenoot en keert met Tom en George terug naar Parijs.

## Rolverdeling
| Acteur                | Personage              |
| --------------------- | ---------------------- |
| Fredric March         | Tom Chambers           |
| Gary Cooper           | George Curtis          |
| Miriam Hopkins        | Gilda Farrell          |
| Edward Everett Horton | Max Plunkett           |
| Franklin Pangborn     | meneer Douglas         |
| Isabel Jewell         | Plunketts stenografe   |
| Jane Darwell          | Curtis' schoonmaakster |
| Wyndham Standing      | Max's butler           |

## Achtergrond
De film kreeg kritiek omdat te zwaar zou zijn bewerkt van het toneelstuk. Noël Coward schreef dat slechts drie zinnen uit zijn toneelstuk zijn overgenomen in de film. De censuur vereiste namelijk dat alle verwijzingen naar seks uit het toneelstuk zouden worden geëlimineerd in het filmscenario. Twee dagen nadat het toneelstuk debuteerde (in januari '33) was er al sprake van een mogelijke verfilming. Lubitsch benaderde Samson Raphaelson om het toneelstuk te bewerken, maar Raphaelson had geen interesse. Paramount had Coward al $50.000 betaald voor de rechten, en moest ditzelfde bedrag neerleggen voor Ben Hecht, die uiteindelijk werd aangesteld als de scenarist.
Miriam Hopkins was de enige keuze van Lubitsch voor de vrouwelijke hoofdrol; Hopkins had eerder indruk op de regisseur gemaakt met haar hoofdrol in zijn vorige film Trouble in Paradise (1932). Hij hoopte vervolgens om Ronald Colman en Leslie Howard te casten in de mannelijke hoofdrollen, maar Colman vroeg te veel geld en Howard wilde niet dat zijn acteerspel zou worden vergeleken met de acteerprestaties in het toneelstuk. Douglas Fairbanks Jr. werd vervolgens aangesteld in de rol van Tom Chambers, maar werd vanwege ziekte vervangen door Fredric March. Lubitsch voorzag de negatieve vergelijking met het toneelstuk al, maar was er zeker van dat het publiek positiever gestemd zou zijn. Hij kreeg gelijk; de pers was niet te spreken over de film, maar het publiek stroomde er massaal op af.